# Acide hénéicosylique
L'acide hénéicosylique ou acide hénéicosanoïque (nom systématique) est un acide gras saturé à chaîne longue (AGCL, C21:0) de formule semi-développée CH3(CH2)19COOH.

## Occurrence
Comme la plupart des acides gras à longue chaîne avec un nombre impair d'atomes de carbone, l'acide henéicosanoïque n'est que rarement présent dans la nature et seulement en petites concentrations.
Cet acide gras est détecté dans la graisse du lait humain comme 0,24 % des acides gras la composant. Il a aussi été détectée dans les champignons du genre Armillaria de 4-5 % des acides gras et dans quelques autres plantes.
Il compose 0,72 % des acides gras présents dans l'huile de graines de Azadirachta excelsa, un parent de l'arbre neem indien et 2,26 % des acides gras dans les graines de Mucuna flagellipes, une légumineuse d'Inde qui a été étudié pour son aptitude en alimentation animale. Dans la même étude, aucun acide henéicosanoïque ne se trouve dans quatre autres espèces du genre Mucuna.
Dans certains micro-organismes tels que Rickettsia typhi et Rickettsia prowazekii, il est lié chimiquement dans un lipopolysaccharide.